# Любимовский сельский совет (Михайловский район)
Любимовский сельский совет (укр. Любимівська сільська рада) — входит в состав
Михайловского района
Запорожской области
Украины.
Административный центр сельского совета находится в 
с. Любимовка.

## История
- 1924 — дата образования.

## Населённые пункты совета
- с. Любимовка
- с. Барвиновка
- с. Владимировка
- с. Днепровка
- с. Лимановка
- с. Садовое
- с. Украинка